# Cybulniki
Cybulniki (ros. Цыбульники) – wieś (ros. деревня, trb. dieriewnia) w zachodniej Rosji, w osiedlu wiejskim Prigorskoje rejonu smoleńskiego w obwodzie smoleńskim.

## Geografia
Miejscowość położona jest nad rzeką Nagać, przy drodze federalnej R120 (Orzeł – Briańsk – Smoleńsk – Witebsk), 21,5 km od drogi magistralnej M1 «Białoruś», 1 km od centrum administracyjnego osiedla wiejskiego (Prigorskoje), 11,5 km od Smoleńska, 7 km od stacji kolejowej (Tyczinino).
W granicach miejscowości znajdują się ulice: Centralnaja, Dorożnaja, Jużnaja, Ługowaja, Wostocznaja, Zapadnaja, Zielonaja.

## Demografia
W 2010 r. miejscowość zamieszkiwały 83 osoby.